# جسی فولر
جسی فولر (انگلیسی: Jesse Fuller; ۱۲ مارس ۱۸۹۶ – ۲۹ ژانویهٔ ۱۹۷۶) یک موسیقی‌دان اهل ایالات متحده آمریکا بود.